# Rockstar Advanced Game Engine
Rockstar Advanced Game Engine (RAGE) este un motor grafic proprietar al Rockstar Games, dezvoltat de divizia RAGE Technology Group a Rockstar San Diego (fostul Angel Studios), bazat pe Angel Game Engine. De la primul său joc, Rockstar Games Presents Table Tennis în 2006, lansat pentru Xbox 360 și Wii, motorul a fost utilizat de studiourile interne ale Rockstar Games pentru a dezvolta jocuri avansate open world pentru calculatoare și console.

## Jocuri utilizând RAGE
| An   | Titlu                                    | Platform(e)                                                                               | Dezvoltator(i)     |
| ---- | ---------------------------------------- | ----------------------------------------------------------------------------------------- | ------------------ |
| 2006 | Rockstar Games Presents Table Tennis     | Wii, Xbox 360                                                                             | Rockstar San Diego |
| 2008 | Grand Theft Auto IV                      | PlayStation 3, Windows, Xbox 360                                                          | Rockstar North     |
| 2008 | Midnight Club: Los Angeles               | PlayStation 3, Xbox 360                                                                   | Rockstar San Diego |
| 2009 | Grand Theft Auto IV: The Lost and Damned | PlayStation 3, Windows, Xbox 360                                                          | Rockstar North     |
| 2009 | Grand Theft Auto: The Ballad of Gay Tony | PlayStation 3, Windows, Xbox 360                                                          | Rockstar North     |
| 2010 | Red Dead Redemption                      | Nintendo Switch, PlayStation 3, PlayStation 4, Windows, Xbox 360                          | Rockstar San Diego |
| 2010 | Red Dead Redemption: Undead Nightmare    | Nintendo Switch, PlayStation 3, PlayStation 4, Windows, Xbox 360                          | Rockstar San Diego |
| 2012 | Max Payne 3                              | OS X, PlayStation 3, Windows, Xbox 360                                                    | Rockstar Studios   |
| 2013 | Grand Theft Auto V                       | PlayStation 3, PlayStation 4, PlayStation 5, Windows, Xbox 360, Xbox One, Xbox Series X/S | Rockstar North     |
| 2018 | Red Dead Redemption 2                    | PlayStation 4, Stadia, Windows, Xbox One                                                  | Rockstar Games     |
| 2025 | Grand Theft Auto VI                      | PlayStation 5, Xbox Series X/S                                                            | Rockstar Games     |